# Agalychnis annae
Az Agalychnis annae a kétéltűek (Amphibia) osztályának békák (Anura) rendjébe és a levelibéka-félék (Hylidae) családjába tartozó faj.

## Előfordulása
A faj egyedei Costa Rica és Panama trópusi esőerdeiben élnek.

## Megjelenése
Az Agalychnis annae közepes méretű, karcsú békafaj. A hímek maximális hossza 73,9 mm, a nőstényeké 84,2 mm. Feje keskenyebb, mint a test többi része. Szeme nagy méretű, alsó szemhéja recés. Teste meglehetősen színes. Hátának egységes zöld színezetéhez képest felkarjának a testhez közelebb eső része a rózsaszíntől levendulaszínig változhat, a testtől távolabbi része kék. Oldala és hátsó lába kék. Mellső és hátsó lábainak színe zöld, narancssárga vagy kék. Mellső végtagjának belső felén krémsárga csíkok húzódnak. Hasának színe a krémsárgától a narancsig terjedhet. Képes színének megváltoztatására, színei éjjel sötétebb zöldek vagy kékeslilák.
Az ebihalak közepes méretűek, hosszuk elérheti a 33 mm-t. Orruk, fejük teteje, testük erősen pigmentált, szürkésbarna. Oldaluk kékesszürke, hasuk világos kékesszürke ezüstös beütéssel.